# 小規模多機能型居宅介護
| 居宅型 3,889億円 （49.5%）   | 訪問通所 3,054億円 （38.9%） | 訪問介護／入浴             | 816億円（10.4%）   |
| 居宅型 3,889億円 （49.5%）   | 訪問通所 3,054億円 （38.9%） | 訪問看護／リハ             | 211億円（2.7%）    |
| 居宅型 3,889億円 （49.5%）   | 訪問通所 3,054億円 （38.9%） | 通所介護／リハ             | 1,777億円（22.7%） |
| 居宅型 3,889億円 （49.5%）   | 訪問通所 3,054億円 （38.9%） | 福祉用具貸与               | 247億円（3.2%）    |
| 居宅型 3,889億円 （49.5%）   | 短期入所（ショートステイ）   | 短期入所（ショートステイ） | 375億円（5.8%）    |
| 居宅型 3,889億円 （49.5%）   | その他                       | その他                     | 458億円（4.9%）    |
| 地域密着型 948億円 （12.1%） | 小規模多機能型居宅介護       | 小規模多機能型居宅介護     | 182億円（2.3%）    |
| 地域密着型 948億円 （12.1%） | 認知症グループホーム         | 認知症グループホーム       | 509億円（6.5%）    |
| 地域密着型 948億円 （12.1%） | 地域密着型介護老人福祉施設   | 地域密着型介護老人福祉施設 | 134億円（1.7%）    |
| 地域密着型 948億円 （12.1%） | その他                       | その他                     | 123億円（1.6%）    |
| 施設型 2,593億円 （34.9%）   | 介護福祉施設（特養）         | 介護福祉施設（特養）       | 1,363億円（17.4%） |
| 施設型 2,593億円 （34.9%）   | 介護老人保健施設（老健）     | 介護老人保健施設（老健）   | 1,017億円（12.9%） |
| 施設型 2,593億円 （34.9%）   | 介護療養施設                 | 介護療養施設               | 227億円（2.9%）    |
| 居宅介護支援（ケアマネ）     | 居宅介護支援（ケアマネ）     | 居宅介護支援（ケアマネ）   | 408億円（5.2%）    |
| 総額                         | 総額                         | 総額                       | 7,854億円          |

小規模多機能型居宅介護(しょうきぼたきのうがたきょたくかいご）とは、介護保険法で定めるサービスのひとつである。「小多機」と略されることもある。介護保険のサービス種別の中でも地域密着型サービスに分類され、「通い」を中心として、随時の「訪問」や「泊まり」を組み合わせて提供するサービスを一体化して運営している事業所である。
原則として要介護もしくは要支援の認定を受け、事業所が指定を受けた市区町村に居住する者に利用は限定される。また、事業所見守りや看取りにも対応している。
小規模多機能型居宅介護は、地域密着型サービスとして概ね中学校区ごとの設置を目標に整備が進められている。
しかしながら、2011年時点では小規模多機能型居宅介護は期待通りに増えておらず、改革が必要とされている。

## 定義
介護保険法第8条第19項において小規模多機能型居宅介護は以下に定義される。
また指定地域密着型サービスの事業の人員、設備及び運営に関する基準（以下、地域密着型運営基準）の第62条において
と定義される。
人員
従業者のうち一以上の者は、常勤でなければならず、従業者のうち一以上の者は、看護師又は准看護師でなければならない。ただしサテライト型に関しては看護師又は准看護師を配置しないこともできる（地域密着型運営基準第63条）。
登録者に係る居宅サービス計画及び小規模多機能型居宅介護計画の作成に専ら従事する介護支援専門員を置かなければならない。ただし利用者の処遇に支障がない場合は、当該指定小規模多機能型居宅介護事業所の他の職務に従事が可能（同63条）。
介護支援専門員は、別に厚生労働大臣が定める研修を修了している者でなければならない（同63条）。
指定小規模多機能型居宅介護事業所ごとに専らその職務に従事する常勤の管理者を置かなければならない。ただし管理上支障がない場合は、当該指定小規模多機能型居宅介護事業所の他の職務に従事が可能（地域密着型運営基準第64条）。
管理者は、特別養護老人ホーム、老人デイサービスセンター等の従業者又は訪問介護員等として三年以上認知症である者の介護に従事した経験を有する者であって、別に厚生労働大臣が定める研修を修了しているものでなければならない（同64条）。
代表者は、特別養護老人ホーム、老人デイサービスセンター等の従業者、訪問介護員等として認知症である者の介護に従事した経験を有する者又は保健医療サービス若しくは福祉サービスの経営に携わった経験を有する者であって、別に厚生労働大臣が定める研修を修了しているものでなければならない（地域密着型運営基準第65条）。
設備
登録定員は二十九人（サテライト型指定小規模多機能型居宅介護事業所にあっては、十八人）以下。
通いサービスは登録定員の二分の一から十五人まで（二十六人又は二十七人では十六人、二十八人では十七人、二十九人では十八人）。サテライト型は十二人まで。
宿泊サービスは通いサービスの利用定員の三分の一から九人まで（サテライト型指定小規模多機能型居宅介護事業所にあっては、六人）まで（以上、地域密着型運営基準第66条）。
指定小規模多機能型居宅介護事業所は、利用者の家族との交流の機会の確保や地域住民との交流を図る観点から、住宅地又は住宅地と同程度に利用者の家族や地域住民との交流の機会が確保される地域にあるようにしなければならない（地域密着型運営基準第67条）。
運営
居宅サービス事業者その他保健医療サービス又は福祉サービスを提供する者、主治の医師との密接な連携に努めなければならない（地域密着型運営基準第69条）。
利用者又は他の利用者等の生命又は身体を保護するため緊急やむを得ない場合を除き、身体的拘束その他利用者の行動を制限する行為（以下「身体的拘束等」という。）を行ってはならず、身体的拘束等を行う場合には、その態様及び時間、その際の利用者の心身の状況並びに緊急やむを得ない理由を記録しなければならない（地域密着型運営基準第73条）。
通いサービスの利用者が登録定員に比べて著しく少ない状態が続くものであってはならない。また登録者が通いサービスを利用していない日においては、可能な限り、訪問サービスの提供、電話連絡による見守り等を行う等登録者の居宅における生活を支えるために適切なサービスを提供しなければならない（同73条）。
指定小規模多機能型居宅介護事業所の管理者は、介護支援専門員に、登録者の居宅サービス計画の作成に関する業務を担当させる（地域密着型運営基準第74条）。また小規模多機能型居宅介護計画の作成に関する業務を担当させる（地域密着型運営基準第77条）。
指定小規模多機能型居宅介護事業者は、毎月、市町村に対し、居宅サービス計画において位置付けられている指定居宅サービス等のうち法定代理受領サービスとして位置付けたものに関する情報を記載した文書を提出しなければならない（地域密着型運営基準第75条）。
指定小規模多機能型居宅介護事業者は、登録定員並びに通いサービス及び宿泊サービスの利用定員を超えて指定小規模多機能型居宅介護の提供を行ってはならない。ただし、通いサービス及び宿泊サービスの利用は、利用者の様態や希望等により特に必要と認められる場合は、一時的にその利用定員を超えることはやむを得ないものとする。なお、災害その他のやむを得ない事情がある場合は、この限りでない（地域密着型運営基準第82条）。
主治の医師との連携を基本としつつ、利用者の病状の急変等に備えるため、あらかじめ、協力医療機関を定めておかねばならない。また、協力歯科医療機関を定めておくよう努めなければならない（地域密着型運営基準第83条）。
指定小規模多機能型居宅介護事業者は、利用者に対する指定小規模多機能型居宅介護の提供に関する居宅サービス計画や小規模多機能型居宅介護計画などの記録を整備し、その完結の日から二年間保存しなければならない（地域密着型運営基準第87条）。

## 歴史
小規模多機能型居宅介護は、介護保険外サービスである託老所を参考に設定されたサービス種別である。宅老所は、大規模施設では落ち着けない、あるいは施設では受け入れてもらえない認知症高齢者に、1980年台半ばから日本全国各地で始まった民間の取り組みである。1998年の全国調査（宮城県実施）では、600か所の宅老所があると報告されていた。
在宅で365日24時間の安心を提供する切れ目のない在宅サービスとして、2006年4月の介護保険法改正に合わせて新設された。
派生したサービス種別に、2012年4月に新設され、訪問看護の機能を持たせた看護小規模多機能型居宅介護がある（ただし、要支援者は利用不可）。

### 2006年度改正
小規模多機能型居宅介護の創設

### 2012年度改正
小規模多機能型居宅介護
- 事業開始時支援加算

複合型サービス（現在の看護小規模多機能型居宅介護）の創設

### 2015年度改正
小規模多機能型居宅介護
- 基本報酬の適正化 同一建物への減算も導入。
- 訪問サービスの機能強化
- 登録定員等の緩和 従来25名が最大であったのが、29名まで拡大した。
- 看取り期における評価の充実 看取り連携体制加算(新規)
- 運営推進会議及び外部評価の効率化
- 看護職員の配置要件、他の訪問看護事業所等との連携
- 地域との連携の推進
- 同一建物に居住する者へのサービス提供に係る評価の見直し
- 事業開始時支援加算の見直し 廃止された。
- 認知症対応型共同生活介護事業所との併設型における夜間の職員配置の緩和
- 小規模多機能型居宅介護と広域型特別養護老人ホームとの併設
- 中山間地域等における小規模多機能型居宅介護の推進

看護小規模多機能型居宅介護
- 看護体制の機能に伴う評価の見直し
- 同一建物に居住する者へのサービス提供に係る評価の見直し（小規模多機能と同様）
- 登録定員等の緩和（小規模多機能と同様）
- 運営推進会議及び外部評価の効率化（小規模多機能と同様）
- サービス名称の変更 複合型サービスが看護小規模多機能型居宅介護と改称された。
- 事業開始時支援加算の延長

### 2018年度改正
小規模多機能型居宅介護
- 生活機能向上連携加算の創設
- 若年性認知症利用者受入加算の創設
- 栄養改善の取組の推進
- 運営推進会議の開催方法の緩和
- 代表者交代時の開設者研修の取扱い
- 介護職員処遇改善加算の見直し

看護小規模多機能型居宅介護
- 医療ニーズへの対応の推進
- ターミナルケアの充実
- 訪問(介護)サービスの推進
- 若年性認知症利用者受入加算の創設（小規模多機能と同様）
- 栄養改善の取組の推進（小規模多機能と同様）
- 中山間地域等に居住する者へのサービス提供の強化
- 指定に関する基準の緩和
- サテライト型事業所の創設
- 運営推進会議の開催方法の緩和（小規模多機能と同様）
- 事業開始時支援加算の廃止
- 代表者交代時の開設者研修の取扱い（小規模多機能と同様）
- 介護職員処遇改善加算の見直し（小規模多機能と同様）

## 同時利用できるサービス
小規模多機能型居宅介護事業所と契約すると、他サービスの利用が制限される。同時に他の小規模多機能型居宅介護事業所と契約や利用する事も認められていない。尚、以下のサービスについては、同時利用が認められているが、全てのケアプランと給付管理は、契約した小規模多機能型居宅介護事業所のケアマネジャーが実施する。
- 訪問看護
- 訪問リハビリテーション
- 居宅療養管理指導
- 福祉用具貸与